# Cronaca di Berna
La Amtliche Berner Chronik (Cronaca di Berna) è una cronaca storica della città di Berna, scritta da Diebold Schilling il Vecchio. Prodotta sull'arco di 10 anni, dal 1474 al 1483 su mandato della città di Berna, è declinata in tre volumi.
Conservata presso la biblioteca comunale di Berna, è considerata tra le fonti principali della storia della Svizzera e fa parte del filone storiografico delle cronache illustrate della Svizzera. Le cronache, pur essendo riconosciute come dettagliate e ricche di spunti, sono da considerare anche a forte connotazione morale ed in ottica anti-burgunda atte a giustificare la politica bernese.
D'altro canto, un oggetto simile riccamente illustrato e di eccellente fattura va considerata anche come una traduzione dell'alta considerazione che la città di Berna ha di se stessa e del suo passato, e nonché come mezzo di affermazione delle proprie ambizioni.

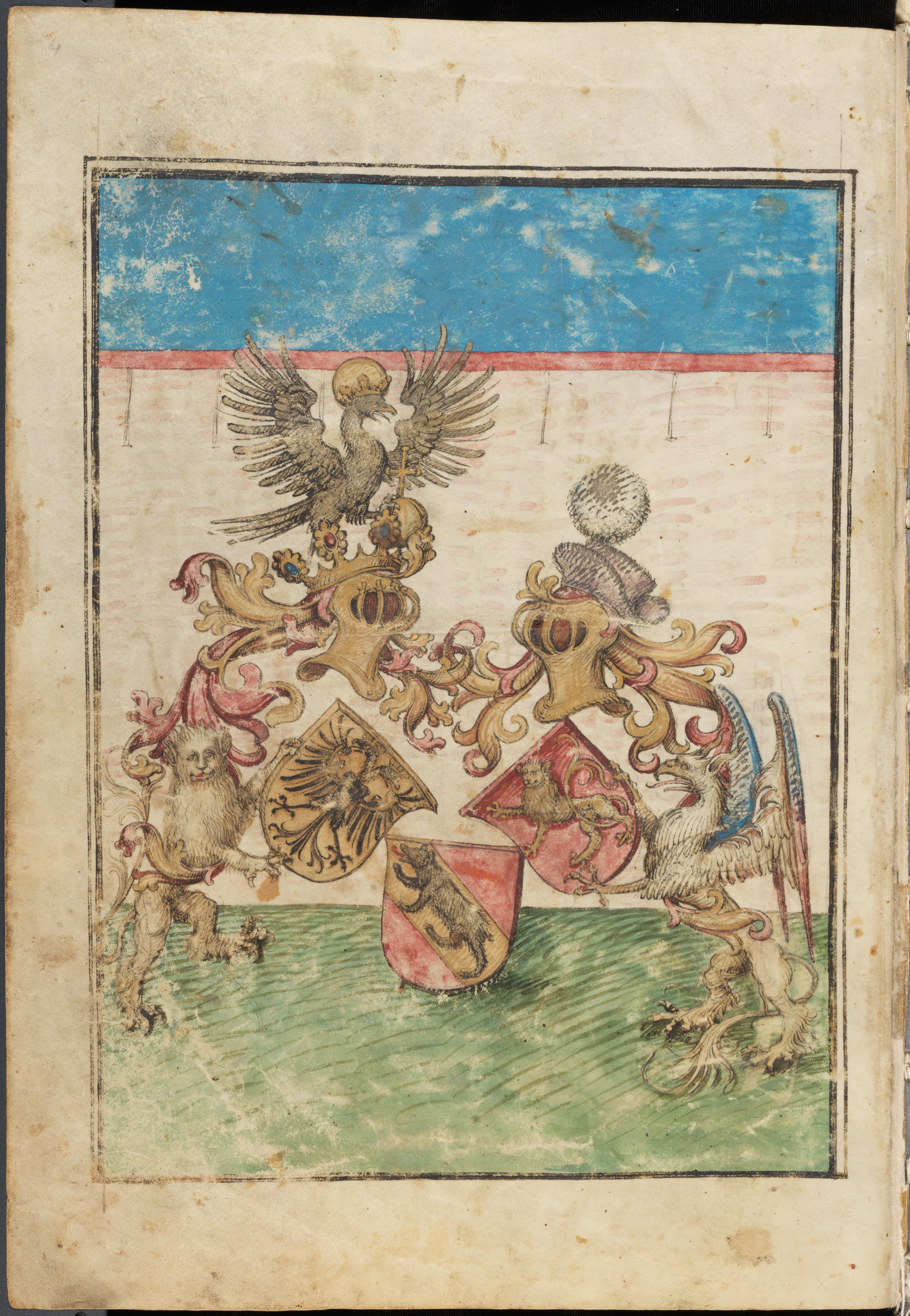
Pagina di titolo del volume 1 della Amtliche Berner Chronik, con gli stemmi eraldici della città di Berna.